# Honswijk (Houten)
Honswijk is een buurtschap behorende tot de gemeente Houten, in de provincie Utrecht. Het ligt aan de rivier de Lek tegenover Goilberdingen.
Tussen het jaar 1150 en 1844 had het dorp een kerk. Deze kerk stond zo dicht op de Lekdijk, dat bij een dijkverzwaring in de 15e eeuw de kerktoren in de dijk kwam te liggen. Tijdens de zomerstorm van 1674 raakte de kerk zwaar beschadigd. In 1844 werden de laatste restanten afgebroken.
Oorspronkelijk stond Honswijk bekend onder de naam Tull. De naam was afkomstig van de versterkte boerderij Tull, die direct naast de kerk stond. Na verwoesting van het huis Tull verdween de naam. In 1393 werd de naam Honswijk voor het eerst gebruikt.
Honswijk had in 1616 al een schooltje. In 1824 werd een nieuw schoolgebouw van één klaslokaal gebouwd. Omdat het schooltje in slechte staat verkeerde, werd in 1886 een nieuw schoolgebouw geopend in het naburige gehucht Molenbuurt.
Bij Honswijk ligt het Fort Honswijk behorende tot de Nieuwe Hollandse Waterlinie (NWH). De komst van Fort Honswijk en de bij de Waterlinie horende Kringenwet betekende het einde van Honswijk. Momenteel staan er nog twee huisjes van het oorspronkelijke dorpje.
Dorpen: 't Goy · Houten · Schalkwijk · Tull en 't Waal

Buurtschappen: De Heul · Heemstede · Honswijk · Leebrug · Molenbuurt · Oud-Wulven · Wayen

Utrecht · Plaatsen in de provincie      Nederland · Provincies · Gemeenten